# Heinrich Dreidoppel
Heinrich Dreidoppel (* 23. Februar 1938 in Aachen) ist ein deutscher Kunstpädagoge, Zeichner und Maler. Von 1989 bis 2003 war er Lehrstuhlinhaber für Zeichnen und Malen an der Universität der Künste Berlin.

## Leben
Heinrich Dreidoppel verbrachte seine Kindheit in Walsrode und in Liebenau an der Weser. 1948 kehrte er in seine Heimatstadt Aachen zurück, besuchte das Aachener Couvengymnasium und erlangte 1958 das Abitur. Von 1958 bis 1962 studierte er an der Kunstakademie Düsseldorf bei Otto Coester und Robert Pudlich Zeichnung, Malerei, Grafik, Kunsterziehung. Nach dem Studium der Germanistik an der Universität Köln (1962–1965) unterrichtete er von 1967 bis 1989 am Schiller-Gymnasium Köln und an der Willy-Brandt-Gesamtschule in Köln-Höhenhaus.
Mit Veröffentlichungen nahm Dreidoppel in den 1970er und achtziger Jahren an der bundesdeutschen Fachdiskussion kunstpädagogischer Positionen teil. Von 1986 bis 1988 schuf er unter dem Titel Chronische Zeitgeistmalerei täglich kleinformatige Malerei auf Tageszeitungen, die er unter dem Titel Chronische Echtzeitmalerei von 1991 bis 1999 periodenweise fortsetzte.
Von April 1989 bis März 2003 hatte er einen Lehrstuhl für Zeichnen und Malen an der Universität der Künste Berlin inne. Seit 2003 arbeitet Dreidoppel als Zeichner, Schriftsteller und Herausgeber.
Im Jahr 2013 gab Dreidoppel zusammen mit Max Herresthal die Kriegskorrespondenz der rheinisch-katholischen Großfamilie Trimborn heraus, die unter dem Titel Mars den einzig bislang bekannten, periodisch versandten Familienrundbrief während des Ersten Weltkrieges darstellt. 2016 erschien ein Ergänzungsband mit Fotos dazu.
Als Mitglied der Berliner Gruppe der Zeichner um den Satiriker, Zeichner und Dichter F. W. Bernstein herum veröffentlichte Heinrich Dreidoppel 2014 Sozialstation Kunst oder Fritz and Friends, Bd. I, eine Zusammenstellung von Interviews mit den beteiligten damaligen Zeichnern, ergänzt um deren Zeichnungen; 2020 erschien Bd. II.
Dreidoppel war seit 1967 verheiratet mit Monika Wildt († 1999). Ihr gemeinsamer Sohn ist Kaspar Dreidoppel.

## Veröffentlichungen (Auswahl)
- 1971: Tulpsystem und Getulpte oder von den Schwierigkeiten, einen Schülerfilm zu machen und zu zeigen, in: Kunst und Unterricht (K+U) 14
- 1972: Das Antizeugnis, Ein Unterrichtsbeispiel aus Klasse 11, in: K+U 16
- 1973: ... sendet Euch von Herzen ... Weihnachtspostkarten: gekaufte Sprachlosigkeit, in: Kunst/Visuelle Kommunikation, Hrsg. Hermann K. Ehmer, Gießen
- 1974: Selbstvorstellungsbilder, 5. Schuljahr, in: Identität, Ausstellungskatalog, Berlin, Haus am Waldsee, 1974
- 1975: Wandschmuck unterer Sozialschichten, Unterrichtsangebot für Klasse 10, in: K+U 30,
- 1977/78 bis 1981/82: Lehrerkalender, Anabas Verlag, Gießen, mit Gert Grützmacher und Bärbel Maiwurm
- 1978: Zur Genese, Kontinuität und Diskontinuität des Zeichnen und Malens seit meiner Kindheit, in: Ästhetik und Kommunikation, Heft 30, Berlin
- 1989: F.W. Bernstein (Autor) Fritz Weigle (Autor), Bernsteins Buch der Zeichnerei. Ein Lehr-, Lust-, Sach- und Fach-Buch sondergleichen, Haffmanns, Zürich 1989
- 1981: Das sieht unheimlich stark aus, Perspektive im 8. Schuljahr, in: Reader des Symposions Kunstpädagogik, Kassel
- 1981: Das Kölner Segelschiff, mit Monika Wildt-Dreidoppel, in: Berichtsband zum Kunstpädagogische Kongress Köln 1980, hrsg. vom BDK NW, Düsseldorf
- 1983: Produktive Bildbetrachtung mit Jugendlichen des 11. Jahrgangs in der documenta 7, in: K+U 77
- 1983: Selbstdarstellung, Dia-Serie mit Textheft, Vista Point Verlag, Köln
- 1983: Mädchenästhetik, Dia-Serie mit Textheft, Vista Point Verlag, Köln
- 1984: Die Collage als Struktur-, Denk- und Handlungsprinzip, 24 Dias mit Begleitheft, Vista Point, Köln
- 1985: Wandmalerei in der Schule, Hrsg. von K+U 91, darin: Lernprozesse mit glücklichem Ausgang
- 1985: Wandmalerei in den Schulen der Republik, Dia-Serie mit Textheft, Vista Point Verlag, Köln
- 1986: Schminken, Hrsg. von K+U 99, darin: Schminken und Potenzielle Ichs
- 1986: Sexistische Postkarten nebst Beispielanalyse und -interpretation eines Trivialmotivs, in: K+U 103
- 1986: Weichspülerflaschen, Produkt- und Banaldesign im Abitur, in: K+U 104
- 1987: Verkleiden, hrsg. mit Monika Wildt-Dreidoppel, K+U 113, darin: Verkleiden und Das Kostümballett
- 1988: Ferienkästchen, in: Uli Puritz, Reisebilder, Malen und Zeichnen unterwegs, Ravensburg
- 1990: Malgründe oder 15 Gründe zu malen, in: HdK-Info 5, Berlin
- 1996: Fahrstuhlfluxus, in: BDK-Mitteilungen, Heft 1/96, Hannover

## Ausstellungen
- 1970–1972: Gruppe ROTOHR, Köln (mit Georg Rosenthal, Christian Zepter und Michael Zepter)
- 1980: Wandmalerei an der Alten Feuerwache Köln, Das Kölner Segelschiff, realisiert mit 30 Teilnehmern des Kunstpädagogischen Kongresses Köln 1980
- 1981: 30 Collagen, in: Deutsche Märchen, hrsg. von Günter Kämpf und Vilma Link, Anabas Verlag, Gießen
- 1986/88: Chronische Zeitgeistmalerei, tägliche Malerei auf Tageszeitungen, Köln
- 1988: Ausstellung von 800 Bildern der Chronischen Zeitgeistmalerei (1986–1988) in der Galerie Apex, Göttingen
- 1991/99: Chronische Echtzeitmalerei, tägliche Malerei auf Tageszeitungen, Berlin
- 2013: Stadtzeichnungen Berlin-Mitte 1990/91 und 1995/97, in den Friedenauer Kammerkonzerten, Berlin-Friedenau
- 2015: Zeichnungen, Bildstöcke in Sasbachwalden und Stadtzeichnungen Berlin-Mitte 1990/91 und 1995/97, Kurhaus Sasbachwalden, Baden-Württemberg

## Editionen
- 2002: Ursula Diepgen-Margára, Eine deutsche Journalistin in Griechenland, Ein Interview, Books on Demand, Norderstedt, ISBN 978-3-8370-2476-0
- 2008: Metropolenpeople, Books on Demand, Norderstedt, ISBN 978-3-8370-4689-2.
- 2013: Mars, Kriegsnachrichten aus der Familie, Rundbrief der rheinischen Großfamilie Trimborn 1914–1918, mit Max Herresthal und Gerd Krumeich. Klartext Verlag Essen, ISBN 978-3-8375-0901-4
- 2014: Notizen eines Neugierigen, verbesserte und illustrierte Neuauflage der Metropolenpeople, Books on Demand, Norderstedt, ISBN 978-3-7322-9335-3
- 2014: Sozialstation Kunst oder Fritz and Friends, Edition Hupe, München, ISBN 978-3-00-047344-9
- 2016: Mars-Ergänzungen, Ergänzungen zum Mars: Kriegsnachrichten aus der Familie. Max Trimborns Rundbrief der rheinischen Großfamilie 1914–1918, mit Max Herresthal, Sonderdruck, ISBN 978-3-00-052772-2
- 2020: Sozialstation Kunst oder Fritz and Friends Band II, Edition h3d, Berlin, ISBN 978-3-00-065620-0